# Иван Попгеоргиев
 Тази статия е за гръцкия революционер.  За българския революционер вижте Иван Попгеоргиев (революционер).  
Иван Попгеоргиев (на гръцки: Ιωάννης Παπαγεωργίου, Йоанис Папагеоргиу), наричан Бузев, е гръцки революционер, деец на Гръцката въоръжена пропаганда в Македония от началото на XX век.

## Биография
Иван Попгеоргиев е роден южномакедонския град Гумендже, тогава в Османската империя, днес Гумениса, Гърция във видно и заможно гъркоманско семейство. Получава образование в гръцко училище. Присъединява се към гръцката въоръжена пропаганда първоначално като куриер, носител на муниции и разузнавач. След това създава и оглавява собствена въоръжена група, в която участва и братовчед му Георги. Действа в Мъгленско и Гумендженско срещу българските чети на ВМОРО с база в Паяк до 1908 година. Доживява присъединяването на Гумендже към Гърция след Балканските войни.